# Johannes Magirus (Mediziner, 1615)
Johannes Magirus, auch Johann Magirus, (* 27. November 1615 in Joachimsthal oder Frankfurt (Oder); †  11. Februar 1697 in Marburg) war ein deutscher Mediziner und Mathematiker.

## Leben
Magirus war Sohn des Tobias Magirus, eines Professors an der Brandenburgischen Universität Frankfurt. Er erhielt zunächst Privatunterricht. Unter anderem von Benjamin Ursinus. Am 5. Juni 1631 wurde er am Thorner Gymnasium aufgenommen. Zum 25. Juni 1635 wurde er für das Studium der Mathematik und Medizin an die Universität Wittenberg aufgenommen. Bereits 1636 kehrte er nach Frankfurt zurück und gab ein mathematisches Kolleg, bevor er auf eine große Studienreise ging, auf der er in Frankreich zum Dr. med. promoviert wurde und an der Universität Leiden studierte.
Magirus ließ sich, nachdem sein Doktorgrad in Frankfurt nicht anerkannt wurde, in Berlin nieder. Dort war er als Arzt und Mathematiker aktiv und wurde 1646 Leibarzt der Maria Eleonora von Brandenburg. Er gab in Berlin, wie auch an den folgenden Lebensstationen mathematische und medizinische Kollegien. 1651 wurde er Stadtarzt von Zerbst, 1652 zudem Professor der Mathematik und Physik am Gymnasium illustre Zerbst. 1655 geriet er dort jedoch in Streit mit den Nachbarn.
Magirus nahm deshalb 1656 einen Ruf als Professor der Mathematik an die Universität Marburg an. Zum 12. März 1659 erhielt er die Professur der Geschichte und schließlich 1661 eine ordentliche Professur. 1668 war er Dekan der philosophischen und medizinischen Fakultät, 1670 nochmals der medizinischen Fakultät. 1670 wurde er Leibarzt von Hedwig Sophie von Hessen, die ihn 1676 zum Geheimrat ernannte.

## Werke (Auswahl)
- Schreib-Calender auff das Jahr nach der Geburt unsers Herrn Jesu Christi 1647: Auß Astronomischem und Natürlichem grunde auch der gelehrten Astrologorum erfahrung gestellet auff das Hertzogthum Schlesien, Baumann, Breslau 1646.
- mit Caspar March und Hermann de Werve: Astrologische Beschreibung von der anno 1654 den 2., 12. Augusti vorfallenden grossen, sichtbaren und nachdencklichen Sonnen-Finsternuß, Endter, Nürnberg 1654.
- Prognosticon Astrologicum, Oder: Naturmässige und aus dem Lauff deß Gestirns genommene Muhtmassung, 1668.
- Gründliches Und von allen Aberglaubischen und Abgöttischen Chaldaeischen Aegyptischen Arabischen Grichischen Römischen und anderer Heyden Greulen und Ungereimten Ungegründeten Meynungen gesaubertes und aus der rechten und waaren SternKunst deducirtes Prognosticon und Practia. Auf das Jahr nach der heilsamen Geburt unsers Herrn und Heilandes Jesu Christi. M.DC.LXXI., Endter, Nürnberg 1670.